# FIFA Manager

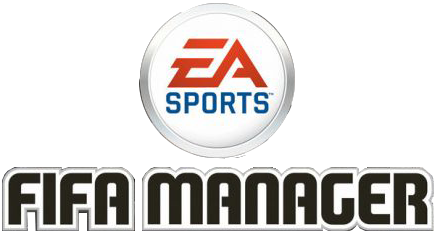
Logo della serie.

FIFA Manager, il cui nome originale è Fußball Manager, è una serie di videogiochi di tipo sportivo manageriale a tema calcistico sviluppata dalla Bright Future GmbH, prodotta e pubblicata dalla Electronic Arts dal 2001 al 2013. Inizialmente, a partire dal secondo capitolo, la serie era intitolata Total Club Manager e ha assunto la denominazione attuale solo nel 2005 in concomitanza con la corrispondente serie FIFA.
In precedenza alla serie di FIFA Manager erano già stati pubblicati alcuni titoli del genere, il primo in assoluto fu Fifa Soccer Manager (1997) e in seguito The F.A. Premier League Football Manager (tre edizioni dal '99 al 2001), basato esclusivamente sulla Premier League.

Scena di gioco in FIFA Manager 2012

## Edizioni

### Fussball Manager 2002
Fussball Manager 2002 è un videogioco sportivo manageriale. Si tratta del primo titolo della serie. È stato sviluppato dalla società tedesca Bright Future GmbH ed è stato pubblicato dalla Electronic Arts l'11 ottobre 2001. Il gioco fu pubblicato soltanto in Germania.

### Total Club Manager 2003
Total Club Manager 2003 è un videogioco sportivo manageriale. Si tratta del secondo titolo della serie ancora una volta sviluppato dalla Bright Future GmbH e pubblicato dalla Electronic Arts il 27 novembre 2002. Questa nuovo capitolo uscì in tutta Europa e per l'occasione venne cambiata la denominazione, rimasta tuttavia invariata fino ad oggi soltanto in Germania.

### Total Club Manager 2004
Total Club Manager 2004 è un videogioco sportivo manageriale. Si tratta del terzo titolo della serie ancora una volta sviluppato dalla Bright Future GmbH e pubblicato dalla Electronic Arts il 21 novembre 2003. Per la prima volta il titolo sbarca su console, esce infatti anche per PlayStation 2 e Xbox. In questo nuovo capitolo viene introdotta una nuova funzione: la football fusion. Questa funzione consentiva a chiunque era in possesso anche di Fifa 2004 di caricare un salvataggio di Total Club Manager e disputare la partita in programma per poi salvare il risultato, dando così un'esperienza di gioco più completa al giocatore che non era più costretto a ad assistere ai match dando solo direttive di gioco ma poteva anche giocarli (La funzione nonostante fosse presente anche nella versione per PC era pensata soprattutto per i possessori di console). Venne poi pubblicato un bundle contenente entrambi i titoli.

### Total Club Manager 2005
Total Club Manager 2005 è un videogioco sportivo manageriale. Si tratta del quarto titolo della serie ancora una volta sviluppato dalla Bright Future GmbH e pubblicato dalla Electronic Arts il 22 ottobre 2004. Si tratta del secondo ed ultimo titolo ad uscire anche per console. In questo titolo viene riproposta nuovamente la football fusion ed anche in questo caso venne pubblicato un bundle contenente sia Fifa che Total Club Manager.

### FIFA Manager 06
FIFA Manager 06 è un videogioco sportivo manageriale sviluppato dalla Bright Future GmbH e pubblicato dalla Electronic Arts il 7 ottobre 2005. Si tratta del quinto titolo della serie e, fatta eccezione per l'edizione tedesca, il primo con la denominazione che accompagnerà la serie fino alla sua chiusura. Tale cambio di denominazione è avvenuto in concomitanza con la serie d'origine.
Da quest'edizione scompaiono le edizioni per Xbox e Playstation 2 e di conseguenza la relativa funzione Football fusion pensata soprattutto per i possessori di console.

### FIFA Manager 07
FIFA Manager 07 è un videogioco sportivo manageriale, sesto titolo della serie FIFA Manager, sviluppato dalla Bright Future GmbH e pubblicato dalla Electronic Arts il 3 novembre 2006. Consente di controllare la dirigenza di una qualsiasi società calcistica (è presente una vasta scelta di club italiani ed esteri) come allenatore, responsabile o entrambe le cariche (nella modalità Factotum).
Uscì anche un'espansione, FIFA Manager 07 - Extra Time.

### FIFA Manager 08
FIFA Manager 08 è un videogioco sportivo manageriale, settimo titolo della serie. È stato sviluppato dalla Bright Future GmbH e pubblicato dalla Electronic Arts il 2 novembre 2007 per Microsoft Windows.

### FIFA Manager 09
FIFA Manager 09 è un videogioco sportivo manageriale, ottavo titolo della serie. È stato sviluppato dalla Bright Future GmbH e pubblicato dalla Electronic Arts il 30 ottobre 2008 per Microsoft Windows. Questo videogioco consente di controllare nei minimi dettagli la dirigenza di una qualsiasi società calcistica, come allenatore, responsabile o entrambe le cariche (nella modalità Factotum). Molteplici sono gli aspetti disponibili da controllare nel gioco come ad esempio i diritti televisivi, i contratti, gli sponsor, il calciomercato, la manutenzione dello stadio, la costruzione di altre strutture utili alla società, i rapporti con la stampa e la gestione dei reparti giovanili. Nel gioco sono presenti 207 nazioni. Nell'editor si può modificare ogni squadra e creare stadi.

### FIFA Manager 10
FIFA Manager 10 è un videogioco sportivo manageriale, nono titolo della serie. È stato sviluppato dalla Bright Future GmbH e pubblicato dalla Electronic Arts il 30 ottobre 2009 per Microsoft Windows. Contiene più di 35 campionati (in Italia serie A, B, C) ed ha una nuova grafica in 3D.

### FIFA Manager 11
FIFA Manager 11 è un videogioco sportivo manageriale, decimo titolo della serie. È stato sviluppato dalla Bright Future GmbH e pubblicato dalla Electronic Arts il 28 ottobre 2010 per Microsoft Windows.

### FIFA Manager 12
FIFA Manager 12 è un videogioco sportivo manageriale, undicesimo titolo della serie. È stato sviluppato dalla Bright Future GmbH ed è stato pubblicato dalla Electronic Arts il 21 ottobre 2011 per Microsoft Windows

### FIFA Manager 13
FIFA Manager 13 è un videogioco sportivo manageriale, dodicesimo titolo della serie. È stato sviluppato dalla Bright Future GmbH e pubblicato dalla Electronic Arts il 25 ottobre 2012 per Microsoft Windows.

### FIFA Manager 14
FIFA Manager 14 è un videogioco sportivo manageriale, tredicesimo titolo della serie. È stato sviluppato dalla Bright Future GmbH e pubblicato dalla Electronic Arts, il 24 ottobre 2013 in Europa e il 25 ottobre 2013 nel resto del mondo, per Microsoft Windows. Questo titolo segna la fine della serie. Infatti Gerald Köhler, cofondatore della Bright Future, ha annunciato con una nota sul sito ufficiale del gioco che non vi saranno più altri capitoli. Köhler ha motivato tale decisione spiegando in poche parole che per far emergere la serie ci sarebbe voluto un cospicuo investimento che però non sarebbe stato sicuramente ripagato da sufficienti introiti poiché questo genere di videogiochi costituisce un mercato di nicchia forte solo in Germania e nel Regno Unito, dove però ha dominato nettamente la concorrenza.